# Cherré (Sarthe)
Cherré è un comune francese di 1 762 abitanti situato nel dipartimento della Sarthe nella regione dei Paesi della Loira.

## Società

### Evoluzione demografica
Abitanti censiti